# Erik Viveros
Erik Viveros (n. Ibarra, Ecuador; 22 de enero de 1996) es un futbolista ecuatoriano. Juega de portero y su equipo actual es Cumbayá Fútbol Club de la Serie A de Ecuador.

## Trayectoria
Empezó su carrera futbolística en el equipo de Valle del Chota en el año 2011, ahí se formó e hizo parte de las formativas, posteriormente pasó al equipo capitalino a la sub-16 donde disputó varios encuentros, luego pasó a la sub-18 y posteriormente a la reserva de Liga antes de subir al primer equipo. En el 2016 fue cedido a préstamo al Club Social y Deportivo Audaz Octubrino de Machala que dispustaba la Segunda Categoría.
Su buen juego en el equipo imbabureño lo llevaron a probarse en el equipo universitario, así llegó a la institución quiteña a los 16 años de edad, tuvo su debut en el primer equipo de Liga en el año 2018, bajo el mando de Pablo Repetto jugó su primer partido en la Serie A el 20 de octubre de ese año en la fecha 15 de la segunda etapa, fue titular en el partido que Liga venció a Deportivo Cuenca como local por 1–0. Tiene contrato con el equipo albo hasta el año 2023.
En la temporada 2019 jugó el partido de la fecha 3 ante el América de Quito en el estadio Olímpico Atahualpa válido por la LigaPro Banco Pichincha. Además disputó otros 2 encuentros, contra Fuerza Amarilla en la fecha 30 y entró al cambio por Adrián Gabbarini en la ida de las semifinales de los play-offs contra Aucas.
En 2022 vistió la camiseta de Atlético Santo Domingo de la Serie B de Ecuador la primera mitad de la temporada, en junio recaló en el Cumbayá Fútbol Club, equipo que disputó la Serie A.

## Estadísticas

### Clubes
Actualizado al último partido disputado el 25 de febrero de 2023.
| Club                                   | Div.          | Temporada     | Liga  | Liga  | Copas nacionales | Copas nacionales | Copas internacionales | Copas internacionales | Total | Total |
| Club                                   | Div.          | Temporada     | Part. | Goles | Part.            | Goles            | Part.                 | Goles                 | Part. | Goles |
| -------------------------------------- | ------------- | ------------- | ----- | ----- | ---------------- | ---------------- | --------------------- | --------------------- | ----- | ----- |
| Valle del Chota · Ecuador              | 2.ª           | 2008          | 0     | 0     | Inexistentes     | Inexistentes     | Inexistentes          | Inexistentes          | 0     | 0     |
| Valle del Chota · Ecuador              | 2.ª           | 2009          | 0     | 0     | Inexistentes     | Inexistentes     | Inexistentes          | Inexistentes          | 0     | 0     |
| Valle del Chota · Ecuador              | 2.ª           | 2011          | 0     | 0     | Inexistentes     | Inexistentes     | Inexistentes          | Inexistentes          | 0     | 0     |
| Valle del Chota · Ecuador              | Total club    | Total club    | 0     | 0     | 0                | 0                | 0                     | 0                     | 0     | 0     |
| Audaz Octubrino · Ecuador              | 3.ª           | 2016          | 16    | 0     | Inexistentes     | Inexistentes     | Inexistentes          | Inexistentes          | 16    | 0     |
| Audaz Octubrino · Ecuador              | Total club    | Total club    | 16    | 0     | 0                | 0                | 0                     | 0                     | 16    | 0     |
| Liga Deportiva Universitaria · Ecuador | 1.ª           | 2015          | 0     | 0     | —                | —                | —                     | —                     | 0     | 0     |
| Liga Deportiva Universitaria · Ecuador | 1.ª           | 2017          | 0     | 0     | —                | —                | —                     | —                     | 0     | 0     |
| Liga Deportiva Universitaria · Ecuador | 1.ª           | 2018          | 1     | 0     | —                | —                | —                     | —                     | 1     | 0     |
| Liga Deportiva Universitaria · Ecuador | 1.ª           | 2019          | 3     | 0     | —                | —                | —                     | —                     | 3     | 0     |
| Liga Deportiva Universitaria · Ecuador | 1.ª           | 2020          | 0     | 0     | —                | —                | —                     | —                     | 0     | 0     |
| Liga Deportiva Universitaria · Ecuador | 1.ª           | 2021          | 4     | 0     | —                | —                | —                     | —                     | 4     | 0     |
| Liga Deportiva Universitaria · Ecuador | Total club    | Total club    | 8     | 0     | 0                | 0                | 0                     | 0                     | 8     | 0     |
| Atlético Santo Domingo · Ecuador       | 2.ª           | 2022          | 11    | 0     | 1                | 0                | Inexistentes          | Inexistentes          | 12    | 0     |
| Atlético Santo Domingo · Ecuador       | Total club    | Total club    | 11    | 0     | 1                | 0                | 0                     | 0                     | 12    | 0     |
| Cumbayá F. C. · Ecuador                | 1.ª           | 2022          | 10    | 0     | 0                | 0                | Inexistentes          | Inexistentes          | 10    | 0     |
| Cumbayá F. C. · Ecuador                | 1.ª           | 2023          | 1     | 0     | 0                | 0                | Inexistentes          | Inexistentes          | 1     | 0     |
| Cumbayá F. C. · Ecuador                | Total club    | Total club    | 11    | 0     | 0                | 0                | 0                     | 0                     | 11    | 0     |
| Total carrera                          | Total carrera | Total carrera | 46    | 0     | 1                | 0                | 0                     | 0                     | 47    | 0     |
| 1.                                     |               |               |       |       |                  |                  |                       |                       |       |       |

## Palmarés

### Campeonatos nacionales
| Título                 | Club                         | Año     |
| ---------------------- | ---------------------------- | ------- |
| Campeonato Ecuatoriano | Liga Deportiva Universitaria | 2018    |
| Copa Ecuador           | Liga Deportiva Universitaria | 2018-19 |
| Supercopa de Ecuador   | Liga Deportiva Universitaria | 2020    |